# José de Lerner Rodrigues
José de Lerner Rodrigues (Rio de Janeiro, 24 de abril de 1911 – setembro de 1968) foi um médico e político brasileiro.
Filho de Euquério Rodrigues e de Julieta de Carvalho Rodrigues. Casou com Angelina Alina de Sousa Rodrigues, com quem teve duas filhas. Formou-se pela Faculdade de Medicina do Rio de Janeiro em 1934, transferindo-se depois para Santa Catarina. Foi diretor do Hospital Nereu Ramos, em Florianópolis.
Nas eleições de 3 de outubro de 1950 candidatou-se a deputado federal por Santa Catarina pelo Partido Trabalhista Brasileiro (PTB), obtendo a primeira suplência, tendo sido eleito Saulo Saul Ramos. Nas eleições seguintes, em 3 de outubro de 1954, foi novamente candidato a deputado federal, pela União Democrática Nacional (UDN), obtendo a terceira suplência. Exerceu o mandato de junho a julho de 1956, de outubro de 1956 a março de 1957, de abril a maio e de outubro a dezembro de 1957 e de abril a junho de 1958. Foi Secretário de Estado no governo de Irineu Bornhausen.
Foi um dos fundadores, dentre outros com João Corrêa de Bittencourt, da Rádio Cruz de Malta de Lauro Müller.